# اتوره مانی
اتوره مانی (ایتالیایی: Ettore Manni؛ ‏ ۶ مهٔ ۱۹۲۷ – ۲۷ ژوئیهٔ ۱۹۷۹) بازیگر اهل ایتالیا بود.
از فیلم‌هایی که وی در آن نقش داشته است، می‌توان به تا آخرین قطره خون، جنبه خوب پائولینا، آ.آ.آ. ماساژدهنده حرفه‌ای، زیبا، آماده ارائه خدمات…، قهرمانان در جهنم، بیمار خیالی، حوری آسمانی، بالی، آنا، آن لذت خاص، شیطان عاشق، چشم گربه، زنی تنها، غیرت روستایی، شب غیرعادی، هفت مرد و یک بدکاره و پشت درهای بسته اشاره کرد.